# Andrena hypopolia
Andrena hypopolia är en biart som beskrevs av Otto Schmiedeknecht 1884. Andrena hypopolia ingår i släktet sandbin, och familjen grävbin. Inga underarter finns listade i Catalogue of Life.